# Aphodobius partitus
Aphodobius partitus är en skalbaggsart som beskrevs av S. Endrödi 1956. Aphodobius partitus ingår i släktet Aphodobius och familjen Aphodiidae. Inga underarter finns listade i Catalogue of Life.